# Славковые
Сла́вковые (лат. Sylviidae) — семейство насекомоядных птиц отряда певчих воробьинообразных (Passeriformes). Очень близко к семейству тимелиевых (Timaliidae), из-за чего чёткое определение видов в то или иное семейство представляется сложным. Некоторые учёные объединяли славковых с корольковыми (Regulidae) и комароловами (Polioptilidae).
Ранее к славковым причислялось большое количество родов, однако в настоящее время по результатам анализа ДНК они распределены по следующим семействам: цистиколовые (желтобрюшки), ширококрылые камышевки (гемитезии), Acrocephalidae, Stenostiridae, Macrosphenidae, Locustellidae, Bernieridae и Leiothrichidae. Одновременно с этим, в результате фактического расформирования семейства толстоклювых синиц к славковым были временно причислены различные виды сутор.
В традиционном понимании к славковым относят около 60 родов и 400 видов. Данные молекулярно-генетических исследований показывают, что семейство представляет собой сборную группу и должно быть разделено как минимум на 6 самостоятельных семейств.

## Описание
У славковых тонкий клюв, а оперение как правило серого, коричневого или оливкового цвета. Глаза крупные. Оба пола окрашены одинаково. Длина от 7 до 28 см, масса от 6 до 40 грамм. Все славковые очень маленькие и питаются членистоногими и ягодами. Многие виды славковых хорошо различаются по звуковым сигналам. Некоторые виды славковых способны к звукоподражанию, ведут сумеречный и ночной образ жизни. Славковые очень подвижны, скрытны. Большинство славковых держатся парами, во внегнездовое время образуют стайки. В питании преобладают мелкие беспозвоночные.

## Обитание
Населяют Восточное полушарие. Преимущественно это древесно-кустарниковые птицы, предпочитают для обитания и гнездования густую вегетацию. Гнездятся невысоко от земли или на земле в лесных и полуоткрытых ландшафтах, некоторые славковые тяготеют к водоёмам, населяют травяные заросли.

## Классификация
В состав семейства включают два рода с 32 видами:
- Curruca Bechstein, 1802
- Sylvia Scopoli, 1769 — Славки